# Jason Lamy-Chappuis
Jason Lamy-Chappuis (Missoula, 9 september 1986), is een Franse beoefenaar van de noordse combinatie
die bij de Olympische Winterspelen 2010 goud pakte op de normale schans.

## Carrière
Lamy-Chappuis maakte zijn debuut in de wereldbeker in het seizoen 2003/2004, het zou echter nog
twee seizoenen duren voor hij zijn doorbraak kende. In het seizoen 2005/2006 behaalde hij de vierde plaats bij de Olympische Spelen
en een maand later vierde hij in Sapporo zijn eerste wereldbekerzege op het onderdeel sprint. Hij stond nog drie keer op het
podium en dat leverde hem de vijfde plaats in de eindstand van de algemene wereldbeker op. Verder werd hij dat seizoen ook
Frans kampioen op de noordse combinatie en werd hij Frans vice-kampioen in het schansspringen.
Het seizoen 2006/2007 leverde Lamy-Chappuis nog meer succes op, hij won de
sprintwereldbeker en eindigde als tweede in de eindstand van de algemene wereldbeker. In de seizoenen 2009/2010, 2010/2011 en 2011/2012 behaalde hij de eindzege in het algemene wereldbekerklassement.
Tijdens de Olympische Winterspelen van 2010 in Vancouver veroverde hij goud op de normale schans, op de grote schans eindigde hij op de achttiende plaats. Samen met Maxime Laheurte, François Braud en Sébastien Lacroix eindigde hij als vierde in de landenwedstrijd.
Lamy-Chappuis nam in zijn carrière vijf keer deel aan de wereldkampioenschappen noordse combinatie. Op de wereldkampioenschappen noordse combinatie 2011 in Oslo sleepte hij de wereldtitel in de wacht op de grote schans. Twee jaar eerder behaalde hij in Liberec twee bronzen medailles, op zowel de massastart als de grote schans. Op de wereldkampioenschappen noordse combinatie 2013 in Val di Fiemme werd hij wereldkampioen op de normale schans, op de grote schans behaalde hij de bronzen medaille. In de landenwedstrijd veroverde hij samen met François Braud, Maxime Laheurte en Sébastien Lacroix de wereldtitel, samen met Sébastien Lacroix sleepte hij de wereldtitel in de wacht op de teamsprint.
Lamy-Chappuis is de zoon van een Amerikaanse moeder en een Franse vader.

## Resultaten

### Olympische Winterspelen
| Jaar | Plaats      | Resultaten                                             |
| ---- | ----------- | ------------------------------------------------------ |
| 2006 | Turijn      | 4e Sprint 11e Individuele Gundersen 5e Landenwedstrijd |
| 2010 | Vancouver   | Gundersen NH · 18e Gundersen LH · 4e Team              |
| 2014 | Sotsji      | 35e Gundersen NH 7e Gundersen LH 4e Team               |
| 2018 | Pyeongchang | 31e Gundersen NH 30e Gundersen LH 5e Team              |

### Wereldkampioenschappen
| Jaar | Plaats        | Resultaten                                                |
| ---- | ------------- | --------------------------------------------------------- |
| 2005 | Oberstdorf    | 21e 7,5 km sprint 33e 15 km Gundersen 7e Team             |
| 2007 | Sapporo       | 7e 7,5 km sprint 15e 15 km Gundersen 6e Team              |
| 2009 | Liberec       | Massastart · 23e Gundersen NH · Gundersen LH · 4e Team    |
| 2011 | Oslo          | Gundersen LH · 15e Gundersen NH · 5e Team NH · 4e Team LH |
| 2013 | Val di Fiemme | Gundersen NH · Gundersen LH · Team · Teamsprint           |
| 2015 | Falun         | Gundersen NH · 6e Gundersen LH · Team · Teamsprint        |

### Wereldkampioenschappen junioren
| Jaar | Plaats    | Resultaten                                               |
| ---- | --------- | -------------------------------------------------------- |
| 2003 | Solleftea | 18e Sprint · 16e Individuele Gundersen · landenwedstrijd |
| 2004 | Stryn     | 5e Sprint 6e Landenwedstrijd                             |
| 2005 | Rovaniemi | 6e Sprint · 8e Individuele Gundersen · Landenwedstrijd   |

### Wereldbeker
Eindklasseringen
| Seizoen   | Plaats |
| --------- | ------ |
| 2003/2004 | 54e    |
| 2004/2005 | 45e    |
| 2005/2006 | 5e     |
| 2006/2007 | Zilver |
| 2007/2008 | 5e     |
| 2008/2009 | 5e     |
| 2009/2010 | Goud   |
| 2010/2011 | Goud   |
| 2011/2012 | Goud   |
| 2012/2013 | Zilver |
| 2013/2014 | 6e     |
| 2014/2015 | 14e    |
| 2017/2018 | 55e    |

Wereldbekerzeges
| Datum            | Plaats        | Onderdeel       |
| ---------------- | ------------- | --------------- |
| 19 maart 2006    | Sapporo       | 7,5 km Sprint   |
| 25 november 2006 | Kuusamo       | 7,5 km Sprint   |
| 18 maart 2007    | Oslo          | 7,5 km Sprint   |
| 5 januari 2008   | Schonach      | 7,5 km Sprint   |
| 27 januari 2008  | Seefeld       | 7,5 km Sprint   |
| 28 november 2009 | Kuusamo       | 10 km Gundersen |
| 5 december 2009  | Lillehammer   | 10 km Gundersen |
| 18 december 2009 | Ramsau        | 10 km Gundersen |
| 19 december 2009 | Ramsau        | 10 km Gundersen |
| 23 januari 2010  | Schonach      | 10 km Gundersen |
| 14 maart 2010    | Oslo          | 10 km Gundersen |
| 26 november 2010 | Kuusamo       | 10 km Gundersen |
| 5 december 2010  | Lillehammer   | 10 km Gundersen |
| 15 januari 2011  | Seefeld       | 10 km Gundersen |
| 23 januari 2011  | Chaux-Neuve   | 10 km Gundersen |
| 11 december 2011 | Ramsau        | 10 km Gundersen |
| 17 december 2011 | Seefeld       | 10 km Gundersen |
| 18 december 2011 | Seefeld       | 10 km Gundersen |
| 3 februari 2012  | Val di Fiemme | 10 km Gundersen |
| 19 februari 2012 | Klingenthal   | 10 km Gundersen |
| 1 december 2012  | Kuusamo       | 10 km Gundersen |
| 6 januari 2013   | Schonach      | 10 km Gundersen |
| 16 maart 2013    | Oslo          | 15 km Gundersen |
| 7 december 2013  | Lillehammer   | 10 km Gundersen |
| 22 december 2013 | Schonach      | 10 km Gundersen |
| 21 december 2014 | Ramsau        | 10 km Gundersen |